# العلاقات الهندية الكرواتية
العلاقات الهندية الكرواتية هي العلاقات الثنائية التي تجمع بين الهند وكرواتيا.

## مقارنة بين البلدين
هذه مقارنة عامة ومرجعية للدولتين:
| وجه المقارنة                                              | الهند                       | كرواتيا                                                  |
| --------------------------------------------------------- | --------------------------- | -------------------------------------------------------- |
| المساحة (كم2)                                             | 3.29 مليون                  | 56.59 ألف                                                |
| عدد السكان (نسمة)                                         | 1.35 مليار                  | 4.11 مليون                                               |
| الكثافة السكانية (ن./كم²)                                 | 410.33                      | 72.63                                                    |
| العاصمة                                                   | نيودلهي                     | زغرب                                                     |
| اللغة الرسمية                                             | اللغة الهندية، لغة إنجليزية | اللغة الكرواتية                                          |
| العملة                                                    | روبية هندية                 | كونا كرواتية                                             |
| الناتج المحلي الإجمالي (بليون دولار)                      | 2.60 تريليون                | 54.85 مليار                                              |
| الناتج المحلي الإجمالي (تعادل القوة الشرائية) بليون دولار | 8.00 تريليون                | 94.64 مليار                                              |
| الناتج المحلي الإجمالي الاسمي للفرد دولار أمريكي          | 1.60 ألف                    | 11.54 ألف                                                |
| الناتج المحلي الإجمالي للفرد دولار أمريكي                 | 5.70 ألف                    | 21.64 ألف                                                |
| مؤشر التنمية البشرية                                      | 0.609                       | 0.818                                                    |
| رمز المكالمات الدولي                                      | +91                         | +385                                                     |
| رمز الإنترنت                                              | .in، .भारत ‏، .بھارت ‏،        | .hr                                                      |
| المنطقة الزمنية                                           | ت ع م+05:30، توقيت الهند    | توقيت وسط أوروبا، ت ع م+01:00، ت ع م+02:00، أوروبا/زغرب ‏ |

## منظمات دولية مشتركة
يشترك البلدان في عضوية مجموعة من المنظمات الدولية، منها:
| علم المنظمة | اسم المنظمة                        | تاريخ انضمام الهند | تاريخ انضمام كرواتيا |
| ----------- | ---------------------------------- | ------------------ | -------------------- |
|             | يونسكو                             | 4 نوفمبر 1946      | 1 يونيو 1992         |
|             | الفريق المعني برصد الأرض           | ?                  | ?                    |
|             | مؤسسة التمويل الدولية              | 20 يوليو 1956      | 25 فبراير 1993       |
|             | منظمة حظر الأسلحة الكيميائية       | ?                  | ?                    |
|             | مؤسسة التنمية الدولية              | 24 سبتمبر 1960     | 25 فبراير 1993       |
|             | منظمة التجارة العالمية             | 1995               | ?                    |
|             | وكالة ضمان الاستثمار متعدد الأطراف | 6 يناير 1994       | 19 مارس 1993         |
|             | الاتحاد البريدي العالمي            | ?                  | ?                    |
|             | الاتحاد الدولي للاتصالات           | 1869               | 3 يونيو 1992         |
|             | منظمة الشرطة الجنائية الدولية      | ?                  | ?                    |
|             | الأمم المتحدة                      | 30 أكتوبر 1945     | 22 مايو 1992         |
|             | البنك الدولي للإنشاء والتعمير      | 27 ديسمبر 1945     | 25 فبراير 1993       |
|             | المنظمة الهيدروغرافية الدولية      | ?                  | ?                    |

## وصلات خارجية
- موقع وزارة الخارجية الهندية
- موقع وزارة الخارجية الكرواتية